# Frantzy Dorlean
Frantzy Dorlean (12 settembre 1984) è un ex giocatore di football americano e allenatore di football americano francese che ha giocato come defensive lineman.
Dal 2022 è presidente dei Paris Musketeers.

## Palmarès
- 1 Europeo (2018)
- 2 Casque de Diamant (Flash de La Courneuve, 2009; Spartiates d'Amiens, 2012)
- 2 Superbowl italiano (Lions Bergamo, 2006, 2008)
- 1 German Bowl (Kiel Baltic Hurricanes, 2010)